# Фадеята
Фадеята — деревня в составе Краснокамского городского округа в Пермском крае России.

## История
Упоминается с 1728 года. Первоначальное название Матвеева. До 2018 года входила в Майское сельское поселение Краснокамского района. После упразднения обоих муниципальных образований вошла в состав образованного муниципального образования Краснокамского городского округа.

## География
Деревня расположена на расстоянии примерно 7 километров на юго-запад от поселка Майский.
Климат
умеренно — континентальный. Наиболее теплым месяцем является июль, средняя месячная температура которого 17,4 ÷18,2°С, а самым холодным январь со среднемесячной температурой — 15,3 ÷-14,7°С. Среднегодовая температура 0,8°С÷1,1° С. Продолжительность безморозного периода 110 дней. Снежный покров удерживается 170—180 дней.

## Население
Постоянное население составляло 340 человек в 2002 году, 398 человек в 2010 году.
Согласно результатам переписи 2002 года, в национальной структуре населения русские составляли 84 %.